# Комора в Потоках
Комора в Потоках — малюнок Шевченка з альбому 1845 року (аркуш 9), виконаний у 1845 році. Зліва внизу чорнилом напис рукою Шевченка: Комора въ потоки.
Потоки — село колишнього Канівського повіту, Київської губернії (нині Потік — село Миронівського району, Київської області).
Шевченко про Потоки неодноразово згадує у листах та в повісті «Прогулка с удовольствием и не без морали».
Малюнок датований часом перебування Шевченка в Потоках в серпні 1845 року.